# Stictocardia
Stictocardia ist eine Pflanzengattung in der Familie der Windengewächse (Convolvulaceae). Sie umfasst etwa zwölf Arten.

## Beschreibung
Strictocardia-Arten sind ausdauernde Kletterpflanzen. Die bis zu 4 Meter langen Stängel sind flaumhaarig behaart, verkahlen jedoch später, die älteren Stängel haben eine leicht abblätternde Rinde. Die gestielten Laubblätter sind herzförmig, nach vorne zugespitzt und ganzrandig. Die Blattoberseite ist unbehaart, auf der Unterseite finden sich kurze, schwarze, drüsige Trichome.
Die Blüten stehen einzeln oder bis zu dritt in zymösen Blütenständen. Die zwittrigen Blüten sind radiärsymmetrisch mit doppelter Blütenhülle. Die Kelchblätter sind nahezu gleich geformt, kreisförmig und mit schwarzen, drüsigen Trichomen besetzt. Später werden sie lederig und umfassen die Frucht. Die Krone ist trichterförmig, rot oder scharlachrot bis violett-rot gefärbt. Der Kronsaum ist meist ganzrandig. Die Staubblätter stehen nicht über die Krone hinaus. Die Staubfäden sind an der Basis drüsig behaart, nach oben hin sind sie fadenförmig. Die Staubbeutel sind langgestreckt. Die Pollenkörner sind über die gesamte Oberfläche mit Poren (runden bis ovalen Aperturen) versehen (pantoporate), kugelförmig und stachelig. Der Fruchtknoten ist zweilappig und trägt einen Griffel der länger ist als die Staubblätter. Er endet in einer köpfchenförmigen, in zwei kugelförmige Teile geteilte Narbe.
Die Früchte sind nicht aufspringend, dünnwandig und von den vergrößerten Kelchblättern umgeben.

Stictocardia tiliifolia

## Systematik und Verbreitung
Die Gattung Stictocardia wurde 1893 durch Hans Gottfried Hallier aufgestellt.
Phylogenetische Untersuchungen haben ergeben, dass die Stictocardia eine monophyletische Klade bilden, jedoch innerhalb der Prunkwinden (Ipomoea) platziert sind.
Das ursprüngliche Verbreitungsgebiet der Gattung Stictocardia reicht von Afrika bis nach Malaysia. Die verbreitetste Art, Stictocardia tiliifolia, ist auch in der Neuen Welt ein Neophyt.
Es gibt seit 2004 etwa zwölf Stictocardia-Arten:
- Stictocardia beraviensis (Vatke) Hallier f.: Sie ist im tropischen Afrika und Madagaskar beheimatet.[1]
- Stictocardia cordatosepala Ooststr.: Die Heimat ist die Insel Lombok.[1]
- Stictocardia discolor Ooststr.: Die Heimat ist die Insel Timor.[1]
- Stictocardia incomta (Hallier f.) Hallier f.: Sie kommt in Somalia, Kenia und Tansania vor.[1]
- Stictocardia laxiflora (Baker) Hallier f.: Sie kommt von Tansania bis KwaZulu-Natal und Madagaskar vor. Es gibt zwei Varietäten:[1]
  - Stictocardia laxiflora (Baker) Hallier f. var. laxiflora[1]
  - Stictocardia laxiflora var. woodii (N.E.Br.) Verdc.[1]
- Stictocardia lutambensis (Schulze-Menz) Verdc.: Die Heimat ist Tansania.[1]
- Stictocardia macalusoi (Mattei) Verdc.: Die Heimat ist Somalia.[1]
- Stictocardia mojangensis (Vatke) D.F.Austin & Eich: Die Heimat ist Madagaskar. Sie wurde erst 2001 in diese Gattung gestellt.[1]
- Stictocardia neglecta Ooststr.: Die Heimat reicht von Sulawesi bis zu den Kleinen Sunda-Inseln.[1]
- Stictocardia queenslandica (Domin) R.W.Johnson: Sie kommt nur in Queensland vor. Sie wurde erst 2004 in diese Gattung gestellt.[1]
- Stictocardia sivarajanii Biju, Pushp. & P.Mathew: Die Heimat ist der indische Bundesstaat Kerala.[1]
- Stictocardia tiliifolia (Desr.) Hallier f.: Sie ist ursprünglich im tropischen sowie subtropischen Asien und auf Inseln im Pazifik verbreitet, kommt aber als Neophyt in Mittelamerika und in der Karibik vor.[1]